# Dominique Phinot
Dominique Phinot (?, 1510 – Lyon?, 1556) was een Nederlandse polyfonist uit de renaissance, actief in Italië en het zuiden van Frankrijk. In zijn tijd stond hij in hoog aanzien, met name vanwege zijn motetten, die vooruitlopen op de stijl van Palestrina; bovendien was hij een pionier van de meerkorige stijl.

## Leven
Misschien had hij Franse wortels, want Girolamo Cardano noemt hem "Gallus" in zijn Theonoston (1560), en het Frans was kennelijk zijn moedertaal. Over zijn leven is weinig bekend, maar er kunnen een aantal zaken worden afgeleid. Een groot deel van zijn loopbaan verbleef hij in Italië, en in 1544 en 1545 werkte hij zowel aan het hof als aan de kathedraal van Urbino. Een deel van zijn leven heeft zich waarschijnlijk in Lyon afgespeeld, zoals blijkt uit verschillende daar uitgegeven werken, waarvan de muziek plaatsgebonden elementen vertoont; bovendien zijn de opdrachten gericht aan burgers van Lyon. Hoewel sommige van zijn muziek stilistisch in verband lijkt te staan met Venetië, is er geen bewijs dat hij daar ook actief zou zijn geweest; wel publiceerde hij er in 1554 twee boeken met psalmzettingen.
Volgens Cardano is hij terechtgesteld wegens homoseksualiteit, waarschijnlijk in Lyon in 1556.

## Muziek

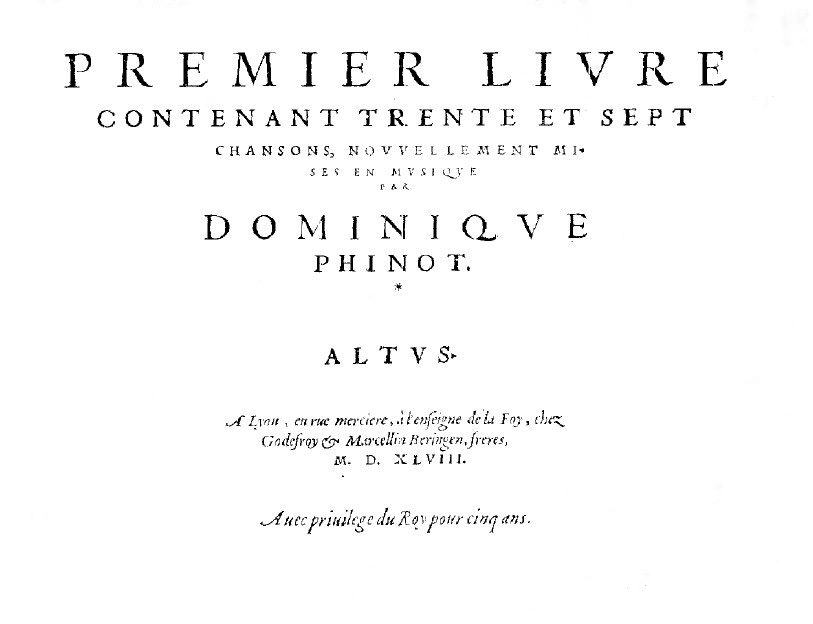
werk van Dominique Phinot

Phinots muziek was ruim verspreid, en hij wordt zeer geprezen door auteurs uit zijn tijd, onder wie Heinrich Finck en Pietro Cerone. Cerone noemde Phinot "een van de eerste en beste componisten van die tijd" en zei ook: "als Phinot er niet was geweest (...) was Palestrina's muziek niet mogelijk geweest." Heinrich Finck plaatste hem op gelijke hoogte met Crecquillon, Jacobus Clemens non Papa en Gombert, drie tijdgenoten die vergelijkbare muziek schreven, en inderdaad lijkt Phinots stijl sterk op die van Gombert.
Van Phinot zijn meer motetten bewaard gebleven dan andere soorten muziekwerken. Aan hem toeschreven zijn 2 missen, 4 magnificats, 2 madrigalen, meer dan 60 chansons en ongeveer 90 motetten. De meeste motetten zijn vijfstemmig, en maken, net als de motetten van Gombert, gebruik van doorimitatie met gelijkwaardige stemmen; er zijn weinig rusten, zodat er weinig contrast is tussen groepen van hoge en groepen van lage stemmen, of van weinig tegenover veel stemmen, contrasten die juist populair waren onder de componisten van de vorige generatie, zoals Josquin.
Phinot lijkt vooral in aanzien te hebben gestaan bij de volgende generatie componisten, onder wie Palestrina en Lassus, die beiden zijn muziek bewonderden, vanwege zijn meerkorige werken. De meerkorige motetten, waaronder een zetting van de Lamentatio Jeremie, lopen vooruit op het werk van Willaert en de Venetiaanse school. De Lamentaties zijn bedoeld voor acht stemmen, verdeeld over groepen van twee of vier, die elkaar op antifonale wijze beantwoorden, maar geleidelijk meer gaan overlappen, om uiteindelijk in een samenzang van acht verschillende contrapuntische partijen uit te monden. Deze motetten worden door sommige onderzoekers beschouwd als de vroegste voorbeelden van het volwassen meerkorig componeren (bijvoorbeeld, A. F. Carver). Hun populariteit en invloed blijkt wel uit het feit dat ze in de loop van de 16de eeuw steeds weer zijn herdrukt.
Phinots chansons maken gebruik van de meeste componeertechnieken uit zijn tijd en bevatten verschillende texturen en benaderingen voor tekstzetting. De onderwerpen variëren van satirische aanvallen op machtsmisbruik van geestelijken tot liefdesliederen, waarvan sommige in de stijl van Catullus en Ovidius. Ze werden in twee afzonderlijke verzamelingen uitgegeven in Lyon, in 1548.
- Biblioteca Nacional de España: XX1770873
- Bibliothèque nationale de France: cb14795880p (data)
- Gemeinsame Normdatei: 124608671
- International Standard Name Identifier: 0000 0001 1022 011X
- Library of Congress Control Number: n86041812
- MusicBrainz: 59a9f3c2-0be1-432f-b21a-f4ebfd961977
- Nationale Bibliotheek van Tsjechië: jx20080314005
- Nationale Bibliotheek van Israël: 987007285249005171
- Nederlandse Thesaurus van Auteursnamen: 147888131
- SNAC: w63r15rn
- Système universitaire de documentation: 16180134X
- Virtual International Authority File: 18161578
- WorldCat: E39PBJfGTWGxd8Jx8pYW7gQpfq